# 黒姫伝説

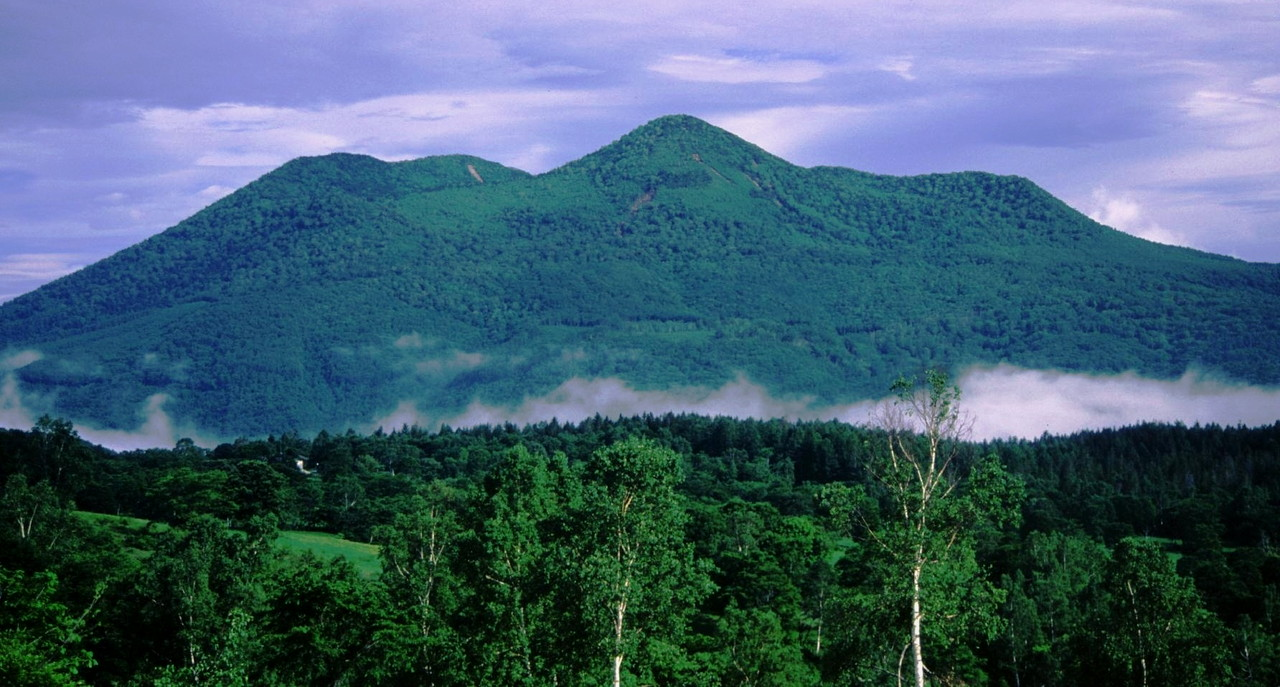
黒姫山（信濃町）

黒姫伝説（くろひめでんせつ）は、長野県北信地方に伝わる民話。黒姫物語（くろひめものがたり）とも。

## 『信濃奇勝録』・『日本伝説叢書』の記述

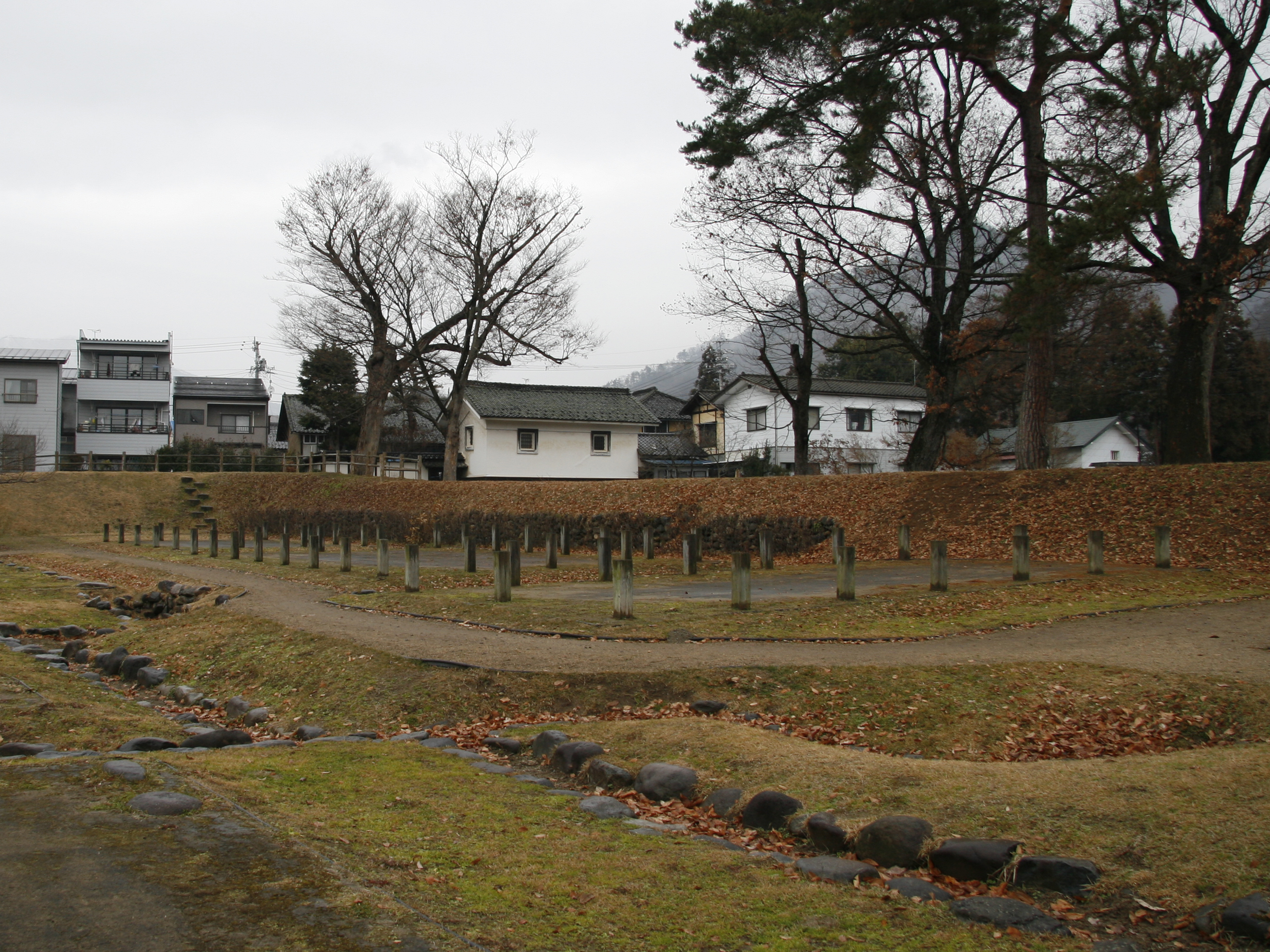
高梨氏館（中野市）

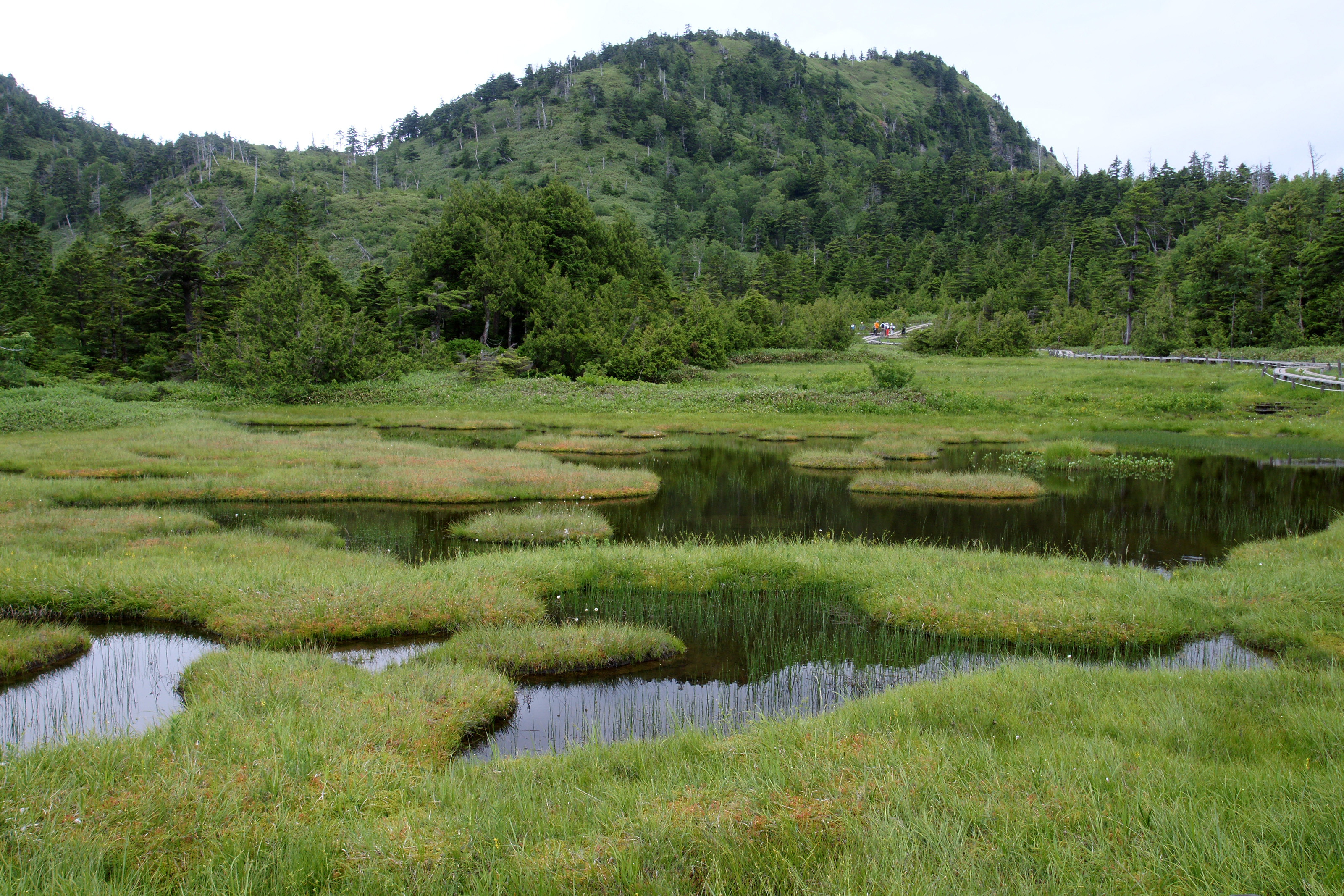
四十八池湿原（山ノ内町）

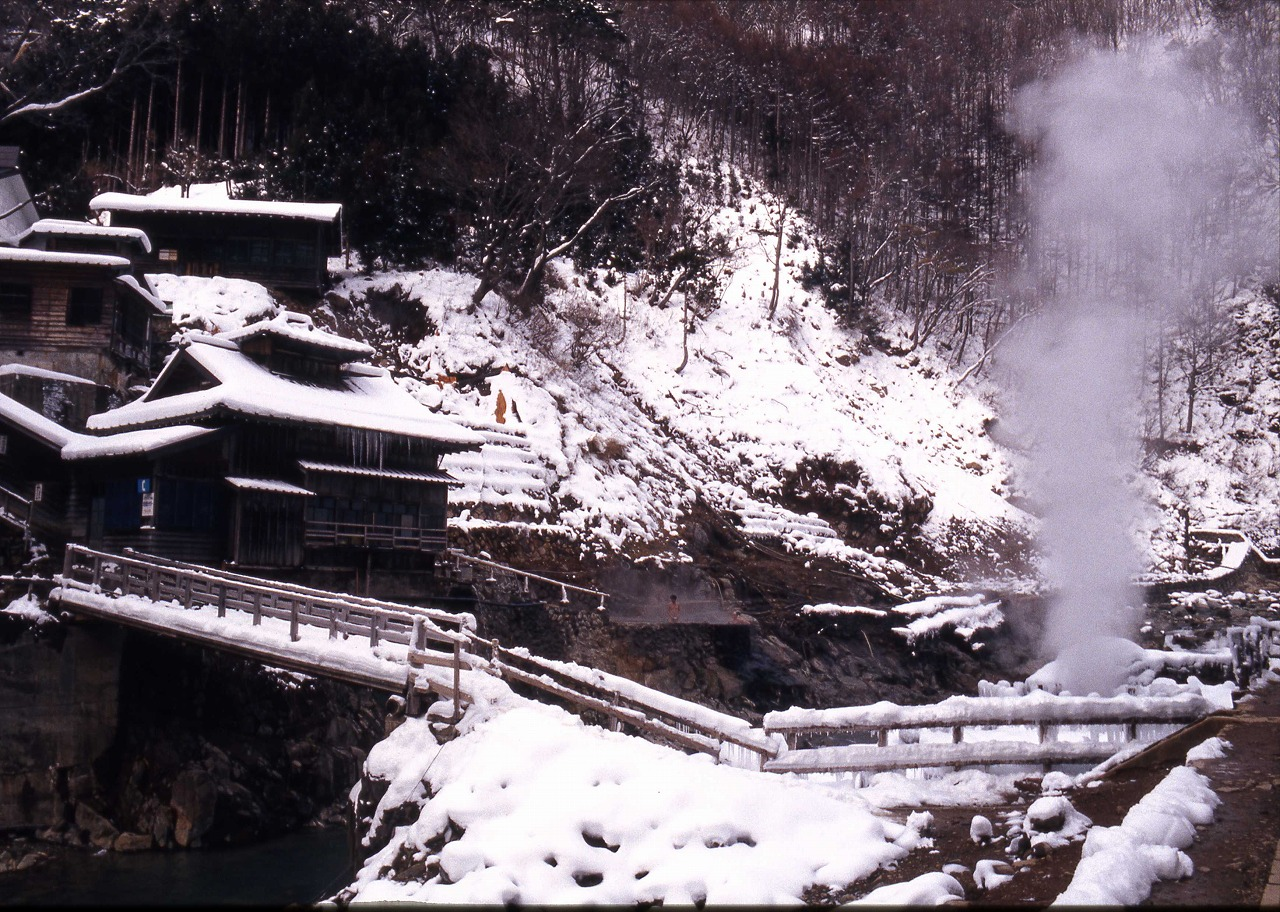
地獄谷温泉（山ノ内町）

『信濃奇勝録』には「岩倉池の龍蛇高梨家の息女に掛想して不叶其仇を報む為に水災をなせし」とある。すなわち、岩倉池に住む竜蛇が高梨氏の姫君に思いを寄せるが実らず、仕返しとして水害をもたらした、というのが物語の大筋である。1917年（大正6年）発行の『日本伝説叢書 信濃の巻』によれば「高梨家の息女」の名を黒姫といい、竜蛇と通じて黒姫山に住むとされる。本書に「岩倉池」の題で収録された物語を要約して以下に記す。
沓野川上流の岩倉池に住む竜蛇は黒姫に思いを寄せ、小姓の姿に化けて姫の元へと通った。こうして姫の気を引き、岩倉池にさらってしまおうと企んでいたが、不審に思った他の小姓に尾行され、ついに正体を知られてしまう。竜蛇は怒り、その小姓に毒を吐きかけて死なせてしまうが、これをきっかけに竜蛇の悪巧みは広く知られるところとなった。
竜蛇は思い通りにならない仕返しに、四十八池の水を落として高梨氏の一族を絶やしてしまおうと企てた。これに気付いた地獄谷の山神は、恩顧のあった高梨氏の人々を守るべく、燃えたぎらせた地獄の火で落ちてくる水を蒸発させてしまった。竜蛇はあわてて水を戻したが、既に遅く、大沼池、岩倉池、琵琶池、ほか4池を満たす程度の水しか残っていなかった。
なお、「沓野川」は『天保国絵図』にも見える川名であるが、現代の地図では「夜間瀬川」に置き換わっている。

## 『下高井郡誌』・『信濃の伝説』の「黒姫物語」
1922年（大正11年）発行の『下高井郡誌』には「黒姫物語」として収録されている。1925年（大正14年）発行の『信濃の伝説』の「黒姫物語」にも同様の記述が見えるので、要約して以下に記す。
高梨摂津守政盛には、政頼と黒姫という2人の子供がいた。容姿端麗の美人であった黒姫は、政盛の寵愛をその一身に集めていた。そんな黒姫のもとに、狩衣を着た20歳ほどの青年が近付くようになる。家臣たちが彼を捕らえようとするも手に負えず、怒った政盛は自ら姫の寝室の前で待ち構えた。深夜、姿を現した狩衣の青年に対し、政盛は源頼朝から授かった名剣で切りかかった。しかし、刀は狩衣の袖を切っただけで、強い風と立ち上る黒い雲の中に、青年の姿を見失ってしまう。
これ以来、城下は毎晩暴風に見舞われるようになり、町人や百姓の間に不安が広がった。岩倉池の竜が黒姫を慕って近付いたが失敗し、その話を耳にした竜王によって岩倉池から追い出され、さらに城下一帯を湖に変えて移り住もうとしていると噂された。人々が逃げ出す中、黒姫は自身を犠牲にしてでも民衆を救おうと決心した。始めはこれを許さなかった政盛であったが、ある晩夢枕に立った湯殿権現に説得され、泣く泣く姫の外出を認めた。
城を出た黒姫は越後国との境界付近で白髪の翁に出会う。翁は岩倉池の毒蛇がこの山にも移り住もうとしているので、退治するためには黒姫の持つ名剣が必要だと言い、退治した暁にはこの山を姫に与えると告げた。姫は名剣と、自身の黒髪を翁に渡した。翁が池に剣と髪を投げ込むと、池の中に竜蛇の姿が現れた。剣をのみ込んだ竜蛇は倒れ、池の水が赤く染まった。山の方に竜蛇のような黒い雲が起こり、暗闇のなか雷と氷が降ったかと思うと、黒姫の姿は消えてしまった。その山は現在の黒姫山と伝えられている。

## 『みすゞかる信濃』の「黒姫伝説」

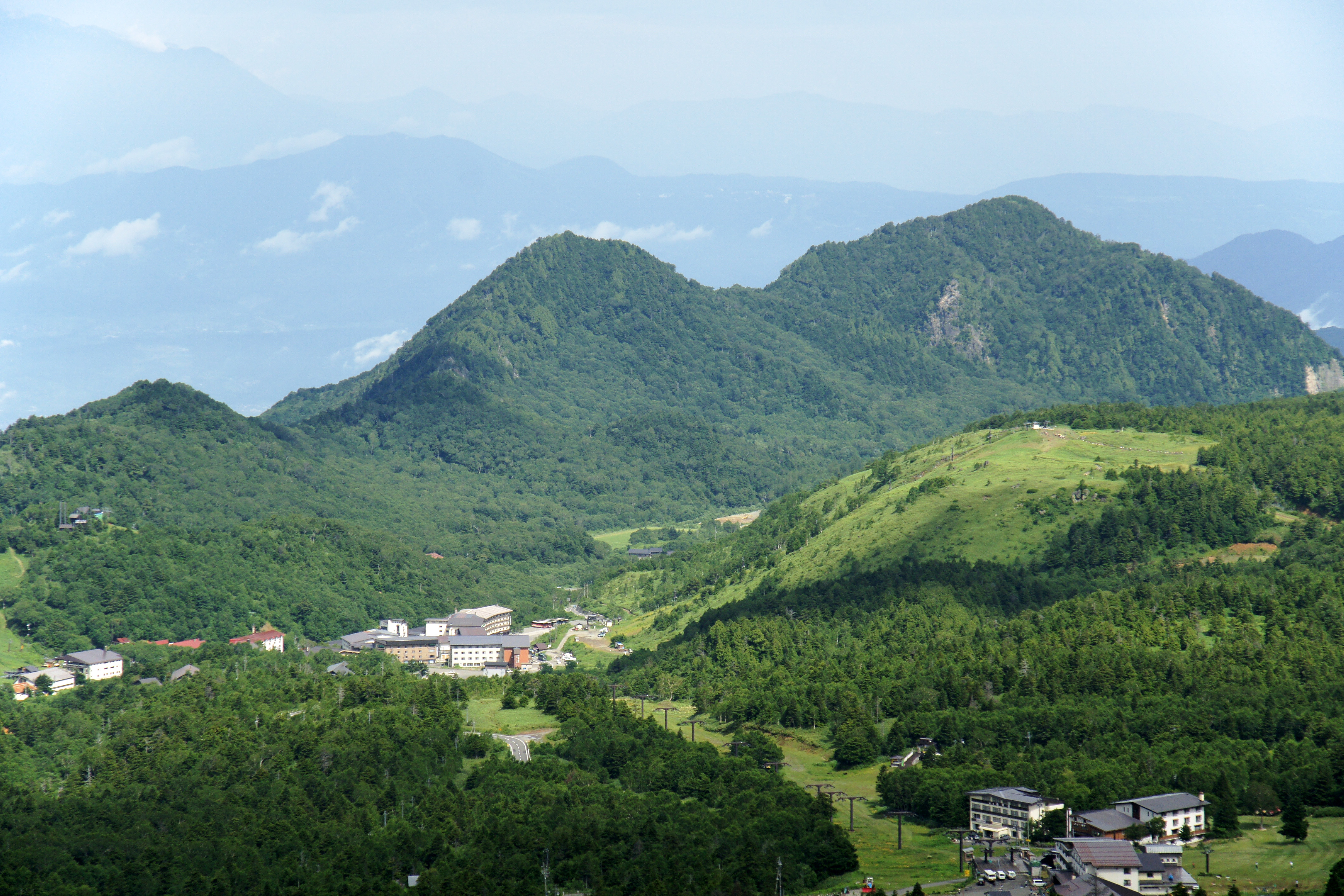
熊の湯温泉（山ノ内町）

1941年（昭和16年）発行の『みすゞかる信濃』に黒姫伝説に関する記述があるので紹介する。物語の大筋は『下高井郡誌』・『信濃の伝説』の「黒姫物語」とほぼ同様であるが、黒姫の父親を政盛ではなく盛頼としていたり、洪水で黒姫が流されている（直接的な描写はないが、「押し流された黒姫の事を悲んで居つた」という記述が見られる）など、いくつかの相違点がある。
高井郡日野城の高梨政盛には嗣子がなく、2番目の弟である盛頼が後を継いだ。盛頼の長子は政頼、その妹が黒姫である。黒姫は引く手あまたの美人で、高梨氏の親戚である長尾為景（上杉謙信の父親）の勧めで足利義尚（室町幕府第9代将軍）の侍女になる予定であった。
永正3年（1506年）の春、黒姫の寝室に近付く一人の美少年が現れる。報告を受けた盛頼は、その少年を捕らえるよう家臣らに命じるも逃げられてしまう。盛頼は自ら馬に乗って後を追い、名剣で少年の片腕を切り落とした。すると空は嵐となり、30か所余りの池が決壊し、日野城は流されてしまった。噂では、岩倉池・硯川の黒龍が黒姫を慕って通ったものの、名剣によって本来の力を発揮できず、そればかりか傷を負わされてしまったことで竜王の怒りに触れ、岩倉池を追われたうっぷんを晴らそうとしている、ということである。
真山城に撤退した盛頼は、風雨が収まったところで人々の救出策を講じた。領内での酒造りを禁じて米穀を確保するとともに、佐久からも食糧を調達した。政頼は祖先の盛光が信仰したという湯殿山の神社を参拝し、夢のお告げにより黒龍の居場所をつきとめる。一方、盛頼の夢の中には流されたはずの黒姫が現れ、名剣を欲した。黒姫は盛頼から名剣を授かると、山の中の池に潜む黒龍を退治し、そのとき流れた血が赤川となった。その山は黒姫山と呼ばれるようになり、美女が水の上で歌を詠む姿や、雨乞いに応えて雨を降らせるといったことも伝わる。
黒龍の住処とされる「岩倉池・硯川」について、現在の国土地理院の地図を参照しても志賀高原周辺には「岩倉池」を確認することはできないが、「硯川」という川名については熊の湯温泉付近にて確認することができる。

## 『信濃の民話』の「黒姫物語」

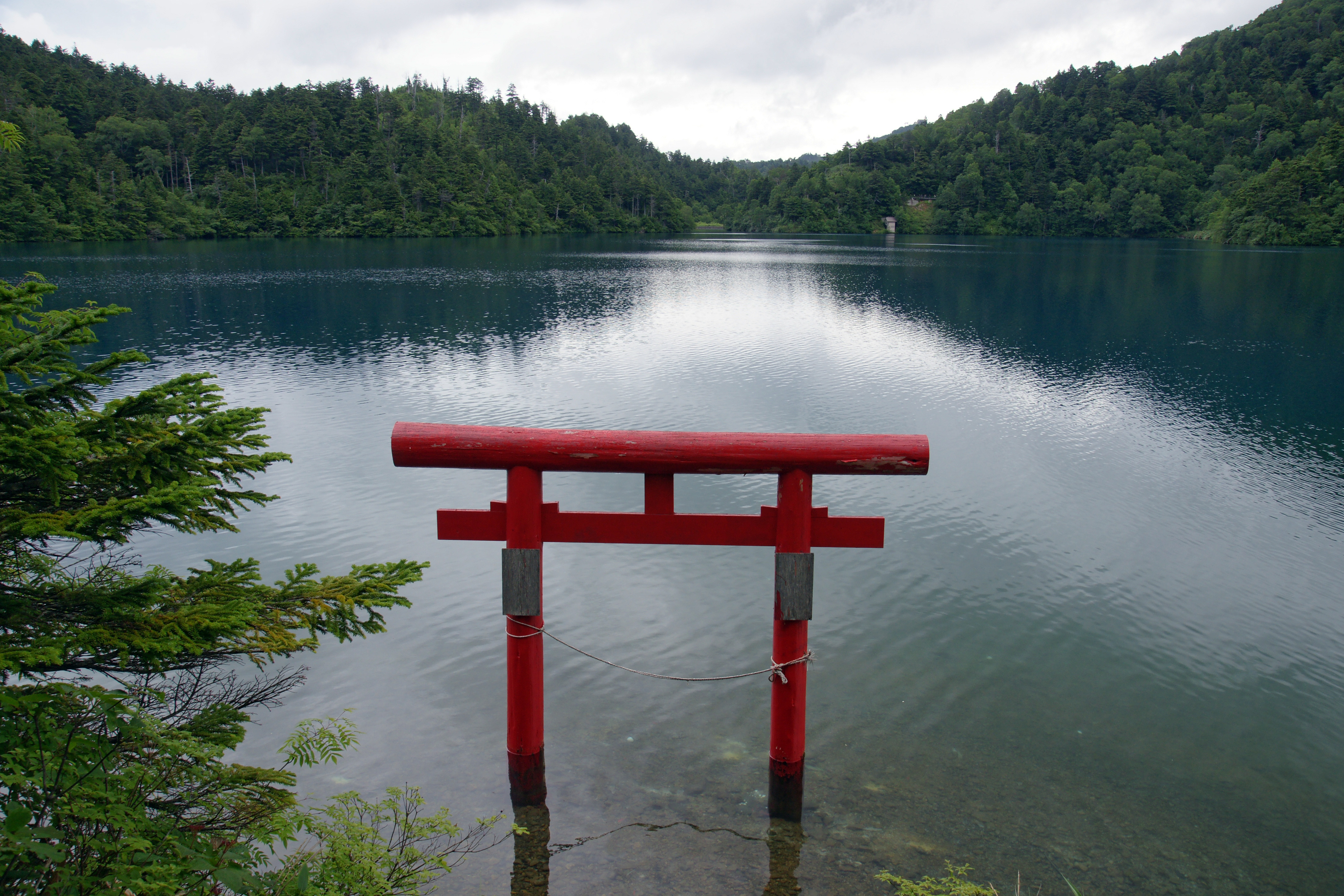
大沼池の大蛇神社（山ノ内町）

1957年（昭和32年）発行の『信濃の民話』に収録された「黒姫物語」は、中野市中町の綿貫市郎・松谷せつによる話を作家の松谷みよ子が再話したものである。内容を要約して以下に記す。
春、高梨政盛は黒姫と共に家臣を連れて花見に出かけた。盃を上げていると一匹の白蛇が姿を現し、黒姫は政盛に促されて白蛇にも盃を分けてやった。その夜、黒姫のもとに狩衣を着た小姓が現れて求婚する。彼は昼間に姫から盃を頂いた者だといい、その気高く美しい様に、姫も心を惹かれた。
数日後、その小姓は黒姫を嫁にもらおうと政盛のもとを訪ねた。政盛から見ても立派な青年ではあったが、自らを大沼池の主の黒龍であると話す小姓に対し、人間ではないものに黒姫を嫁がせる訳にはいかないと破談にした。それから毎日のように小姓が城を訪ねて来るようになって100日、政盛は小姓に試練を課す。しかしそれは政盛が仕掛けた罠であり、痛めつけられた小姓は正体をさらし、怒って四十八池の水を落とそうと嵐を呼んだ。
黒姫は小姓に酷い仕打ちをした政盛を責め、黒雲に向かって嵐を鎮めるよう叫び、鏡を高く投げ上げた。すると黒龍が姿を現し、黒姫を乗せて駆け上った。洪水で荒れ果てた下界を見て嘆き悲しむ黒姫に、黒龍は許しを乞うた。それから二人は共に山の池へと移り住み、その山は黒姫山と呼ばれるようになった。
松谷は戦時中の疎開先であった中野市に、民話採集を目的として再訪している。当地の老人からは、洪水のなか姫だけが生き残ったという話や、姫がヒョウタンを持って大沼池の竜のもとへ嫁いだという話を聞かされ、彼らはこうした話が黒姫伝説の由来だろうと証言した。また、黒姫は中野祇園祭に合わせて帰省し、たった3粒でも雨を降らせるとも伝わる。水害で苦しめられた経験を多く持つ世代は黒姫を「生けにえ」と捉えているのに対し、若年層は「愛の民話」と捉えており、松谷は黒姫伝説のテーマの移り変わりを感じたという。
この物語は「大沼池の黒竜」の題でテレビアニメ『まんが日本昔ばなし』で放送され、同作のDVD第48巻に収録されている。演出は水沢わたる、文芸は沖島勲、美術は山守正一、作画はスタジオ・アローが担当した。また、テレビアニメ『ふるさと再生 日本の昔ばなし』では「黒姫と竜」の題で2014年（平成26年）7月6日に放送された。

## 黒姫伝説に関連する作品
- 『組曲・黒姫物語』 - シンガーソングライター・野田純子による音楽作品[16]。1998年（平成10年）に高橋達男（地方紙「北信ローカル」の元編集長）と出会ったことがきっかけで黒姫伝説をモチーフに制作し、1999年（平成11年）7月に中野市市民会館で初演[16]。その際のナレーションは常田富士男が担当した[16]。
- 大沼池の黒竜-まんが日本昔ばなし（1976年5月22日）